# Copa América de Voleibol de 2007
A Copa América de Voleibol de 2007 foi a 6.ª edição deste torneio organizado pela Confederação Sul-Americana de Voleibol (CSV) e pela Confederação da América do Norte, Central e Caribe de Voleibol (NORCECA). O torneio aconteceu entre os dias 15 e 19 de agosto na Arena Poliesportiva Amadeu Teixeira, em Manaus. A partir dessa edição foi extinto o modelo bianual e a competição voltou a ser realizada anualmente.
Presente desde a primeira edição, a Venezuela foi substituída pela República Dominicana. Assim como na edição anterior, o Brasil foi novamente superado pelos Estados Unidos na grande final em uma disputa bastante acirrada, sendo mais uma vez decidida no tie-break. A seleção de Cuba novamente ficou com o bronze.

## Formato de disputa
A primeira fase reuniu as seis seleções em dois grupos de três equipes. As duas melhores classificadas de cada grupo, disputaram a fase final em cruzamento olímpico entre semifinal, disputa do bronze e final, enquanto que a não classificada de cada grupo disputa o quinto lugar.
Para critérios de sistema de pontos, o placar de 3-0 ou 3-1 garantiu três pontos para a equipe vencedora e nenhum para a equipe derrotada; já o placar de 3-2 garantiu dois pontos para a equipe vencedora e um para a perdedora.

## Primeira fase

### Grupo A
Classificação
|  |                                 |
|  | Classificados para a semifinal. |

|     |                |     | Jogos | Jogos | Jogos | Resultados | Resultados | Resultados | Resultados | Resultados | Resultados | Sets | Sets | Sets  | Pontos | Pontos | Pontos |
| Pos | Equipe         | Pts | T     | V     | D     | 3–0        | 3–1        | 3–2        | 2–3        | 1–3        | 0–3        | V    | P    | R     | V      | P      | R      |
| --- | -------------- | --- | ----- | ----- | ----- | ---------- | ---------- | ---------- | ---------- | ---------- | ---------- | ---- | ---- | ----- | ------ | ------ | ------ |
| 1   | Estados Unidos | 6   | 2     | 2     | 0     | 1          | 1          | 0          | 0          | 0          | 0          | 6    | 1    | 6,000 | 170    | 135    | 1.259  |
| 2   | Argentina      | 2   | 2     | 1     | 1     | 0          | 0          | 1          | 0          | 0          | 1          | 3    | 5    | 0.600 | 168    | 193    | 0.870  |
| 3   | Canadá         | 1   | 2     | 0     | 2     | 0          | 0          | 0          | 1          | 0          | 1          | 2    | 6    | 0.333 | 200    | 210    | 0.952  |

| Data   | Hora  |                | Placar |           | Set 1 | Set 2 | Set 3 | Set 4 | Set 5 | Total   | Relatório |
| ------ | ----- | -------------- | ------ | --------- | ----- | ----- | ----- | ----- | ----- | ------- | --------- |
| 15 ago | 21:00 | Estados Unidos | 3–1    | Canadá    | 25–18 | 20–25 | 25–16 | 25–23 |       | 95–82   | Resultado |
| 16 ago | 21:00 | Estados Unidos | 3–0    | Argentina | 25–20 | 25–14 | 25–19 |       |       | 75–53   | Resultado |
| 17 ago | 21:00 | Argentina      | 3–2    | Canadá    | 23–25 | 25–23 | 36–34 | 16–25 | 15–11 | 115–118 | Resultado |

### Grupo B
Classificação
|  |                                 |
|  | Classificados para a semifinal. |

|     |                      |     | Jogos | Jogos | Jogos | Resultados | Resultados | Resultados | Resultados | Resultados | Resultados | Sets | Sets | Sets  | Pontos | Pontos | Pontos |
| Pos | Equipe               | Pts | T     | V     | D     | 3–0        | 3–1        | 3–2        | 2–3        | 1–3        | 0–3        | V    | P    | R     | V      | P      | R      |
| --- | -------------------- | --- | ----- | ----- | ----- | ---------- | ---------- | ---------- | ---------- | ---------- | ---------- | ---- | ---- | ----- | ------ | ------ | ------ |
| 1   | Brasil               | 6   | 2     | 2     | 0     | 2          | 0          | 0          | 0          | 0          | 0          | 6    | 0    | MAX   | 150    | 135    | 1.111  |
| 2   | Cuba                 | 3   | 2     | 1     | 1     | 1          | 0          | 0          | 0          | 0          | 1          | 3    | 3    | 1,000 | 139    | 126    | 1.103  |
| 3   | República Dominicana | 0   | 2     | 0     | 2     | 0          | 0          | 0          | 0          | 0          | 2          | 0    | 6    | 0,000 | 96     | 150    | 0.640  |

| Data   | Hora  |        | Placar |                      | Set 1 | Set 2 | Set 3 | Set 4 | Set 5 | Total | Relatório |
| ------ | ----- | ------ | ------ | -------------------- | ----- | ----- | ----- | ----- | ----- | ----- | --------- |
| 15 ago | 18:00 | Brasil | 3–0    | República Dominicana | 25–17 | 25–8  | 25–20 |       |       | 75–45 | Resultado |
| 16 ago | 18:00 | Brasil | 3–0    | Cuba                 | 25–23 | 25–22 | 25–19 |       |       | 75–64 | Resultado |
| 17 ago | 18:00 | Cuba   | 3–0    | República Dominicana | 25–15 | 25–20 | 25–16 |       |       | 75–51 | Resultado |

## Fase final

### Final four
|  | Semifinais     | Semifinais   |   |              | Final          | Final |  |
|  |                |              |   |              |                |       |  |
|  | 18 de agosto   |              |   |              |                |       |  |
|  | Estados Unidos | 3            |   |              |                |       |  |
|  | Cuba           | 0            |   |              |                |       |  |
|  |                |              |   |              |                |       |  |
|  |                |              |   |              | 19 de agosto   |       |  |
|  |                |              |   |              | Estados Unidos | 3     |  |
|  |                | Brasil       | 2 |              |                |       |  |
|  |                |              |   |              |                |       |  |
|  |                |              |   |              |                |       |  |
|  |                |              |   |              | Terceiro lugar |       |  |
|  | 18 de agosto   | 18 de agosto |   | 19 de agosto | 19 de agosto   |       |  |
|  | Brasil         | 3            |   | Cuba         | 3              |       |  |
|  | Argentina      | 0            |   |              | Argentina      | 1     |  |

Quinto lugar
| Data   | Hora  |        | Placar |                      | Set 1 | Set 2 | Set 3 | Set 4 | Set 5 | Total | Relatório |
| ------ | ----- | ------ | ------ | -------------------- | ----- | ----- | ----- | ----- | ----- | ----- | --------- |
| 18 ago | 15:00 | Canadá | 3–1    | República Dominicana | 19–25 | 26–24 | 25–16 | 25–20 |       | 95–85 | Resultado |

Semifinais
| Data   | Hora  |                | Placar |           | Set 1 | Set 2 | Set 3 | Set 4 | Set 5 | Total | Relatório |
| ------ | ----- | -------------- | ------ | --------- | ----- | ----- | ----- | ----- | ----- | ----- | --------- |
| 18 ago | 18:00 | Brasil         | 3–0    | Argentina | 25–13 | 25–18 | 25–17 |       |       | 75–48 | Resultado |
| 18 ago | 21:00 | Estados Unidos | 3–0    | Cuba      | 25–23 | 25–15 | 25–20 |       |       | 75–58 | Resultado |

Terceiro lugar
| Data   | Hora  |      | Placar |           | Set 1 | Set 2 | Set 3 | Set 4 | Set 5 | Total  | Relatório |
| ------ | ----- | ---- | ------ | --------- | ----- | ----- | ----- | ----- | ----- | ------ | --------- |
| 19 ago | 18:00 | Cuba | 3–1    | Argentina | 25–23 | 28–30 | 25–17 | 25–22 |       | 103–92 | Resultado |

Final
| Data   | Hora  |                | Placar |        | Set 1 | Set 2 | Set 3 | Set 4 | Set 5 | Total   | Relatório |
| ------ | ----- | -------------- | ------ | ------ | ----- | ----- | ----- | ----- | ----- | ------- | --------- |
| 19 ago | 21:00 | Estados Unidos | 3–2    | Brasil | 25–16 | 25–23 | 19–25 | 21–25 | 19–17 | 109–106 | Resultado |

## Classificação final
| Posição | Equipe               |
| ------- | -------------------- |
|         | Estados Unidos       |
|         | Brasil               |
|         | Cuba                 |
| 4       | Argentina            |
| 5       | Canadá               |
| 6       | República Dominicana |